# Ilha da Galheta
A Ilha da Galheta é uma ilha ao sul da Ilha do Mel, no litoral do Paraná. Sendo um pouco maior que a ilha dos Currais. Não havendo praias na ilha, seu desembarque é difícil o que torna o acesso à ilha complicado. Situa-se a 3km do balneário de Pontal do Sul.
A Ilha da Galheta e suas piscinas naturais fazem parte da Estação Ecológica de Guaraqueçaba (Decreto n° 93.053/1986). Por Lei, a visitação pública em Estação Ecológica só é permitida se tiver objetivo educacional, ou seja, o turismo na ilha é proibido. Cumpre mencionar que entrar na Estação Ecológica sem autorização do Instituto Chico Mendes (ICMBio) é infração ambiental, com multa que varia de 1 mil a 10 mil reais (Decreto n° 6514/2008).  